# Pequeno Manual Antirracista
Pequeno Manual Antirracista é um ensaio da filósofa, professora e militante feminista e antirracista brasileira Djamila Ribeiro, lançado em 2019 pela editora Companhia das Letras.
Na obra a filósofa defende que o racismo é um desafio para toda a sociedade brasileira devido ao passado escravocrata que o país possui. Em 10 capítulos, a autora explora temas como racismo estrutural, branquitude, negritude, violência cultural e entre outras questões levantadas a partir das discussões sobre o racismo.
O livro foi vencedor do Prêmio Jabuti de 2020 na categoria Ciências Humanas.

## Conteúdo
Inspirado no livro How To Be An Antiracist (como ser antirracista), do historiador americano Ibram X. Kendi, Djamila se baseou no seu próprio artigo, que ela escreveu para a revista CartaCapital, e que está em seu livro Quem tem medo do feminismo negro, para escrever o Pequeno Manual Antirracista. No livro, a autora optou por uma abordagem mais didática para contextualizar o racismo no Brasil e como ele afeta as atitudes das pessoas. Além disso, o manual traz outras referências de outros autores sobre o tema para ampliar o conhecimento de quem o lê.

## Recepção
No final do ano de 2020, Pequeno Manual Antirracista apareceu nos primeiros lugares de livros mais vendidos pela Amazon, junto com o livro Racismo Estrutural, do filósofo Silvio Almeida, selecionados na categoria de não ficção. O livro recebeu o Prêmio Jabuti, principal prêmio literário em solo brasileiro, na categoria de melhor livro na área de Ciência Humanas.
O ano de 2020, além de ter sido marcado com o início da pandemia de Covid-19, também ocorreram mortes que de certa forma foram relevantes para a emergência das discussões sobre o racismo e seus efeitos na sociedade. Os assassinatos de George Floyd, em maio do mesmo ano, e Beto Freitas, em novembro também do mesmo ano, ganharam bastante repercussão no Brasil, despertando revolta e tristeza e também a importância de discutir o racismo que é presente nos espaços frequentados pelo povo, sejam físicos ou virtuais. E também após a repercussão do movimento Black Lives Matter, as vendas do livro foram crescendo, ganhando relevância nas premiações nacionais e nos espaços cotidianos do Brasil. O livro, desde o seu lançamento, está nas primeiras indicações para poder entender toda a dinâmica do racismo no Brasil e também do mundo.
Em março de 2024 o livro ganhou uma adaptação para teatro, sob a direção de Aldri Anunciação, estrelando a atriz estreante Luana Xavier. A peça permaneceu em cartaz de 15 de março a 31 de março no teatro do Goethe-Institut, em Salvador, Bahia. 
Após sua bem sucedida temporada em Salvador (BA), com sessões esgotadas, a peça chegou a São Paulo em 04 de abril, também com boa recepção do público.